# François Trinh-Duc
François Trinh-Duc (Montpellier, 11 novembre 1986) è un rugbista a 15 francese, dal 2019 apertura del Racing 92 in Top 14.

## Biografia
Di lontane origini vietnamite (suo nonno era originario dell'Indocina francese), Trinh-Duc frequentò la scuola di rugby del Pic-Saint-Loup (non distante da Montpellier) e in seguito entrò nei cadetti del Montpellier, club nel quale milita a tutt'oggi.
Debuttò in prima squadra nel 2004 contro il Biarritz, e da allora è divenuto titolare nel ruolo di apertura e, talora, centro o estremo.
Militò nella Nazionale francese Under-19 (esordio contro i pari età della Scozia nel 2006) e, dal 2008, fa parte della selezione maggiore, con la quale esordì nel Sei Nazioni, anche in tale occasione contro la Scozia; nonostante a livello internazionale Marc Lièvremont, il C.T. francese, lo utilizzi normalmente nel ruolo di apertura, talora Trinh-Duc è stato utilizzato come centro, opzione che lo staff della Nazionale ha valutato onde favorire la convivenza con David Skrela all'apertura.
Vincitore del Sei Nazioni 2010 con il Grande Slam, ha preso parte alla Coppa del Mondo di rugby 2011 giungendo fino alla finale, persa contro la Nuova Zelanda.